# پارسوندس
پارسوندس پادشاه کادوسی بود که به گفته کتزیاس، یک ماد ایرانی‌الاصل بود.

## نام
نام پارسوندس احتمالاً از شهر مهم پارسیندو گرفته شده است که در میان کوه‌های نامری، در جاده هگمتانه قرار داشت. بر اساس نسخه دیگری، پارسوندس گویش دوریک نام پارسوندس است.

## تاریخ
مادها توسط آرتائوس، که جانشین پادشاه آشور سارداناپالوس بود، اداره می‌شدند. در میان مادها شخصی به نام پارسوندس وجود داشت که به شجاعت و قدرت مشهور بود. باهوش و ظاهراً خوش چهره بود. او به حیوانات وحشی عشق می‌ورزید، و آنها را در نبرد تن‌به‌تن و با ارابه یا اسب گرفتار می‌کرد. آرتائوس با کادوس جنگید و دوست و مشاور وفادارش، شخصی به نام پارسوندس، نزد کادوسی‌ها آمد و او را فرمانده عالی خود قرار دادند. او آرتئوس را شکست داد، ماد را ویران کرد و پادشاه کادوسی‌ها شد. پارسوندس در پایان دوران خود قرار بزرگی گذاشت، که هیچ جانشینی از او نباید با مادها صلح کند؛ و دشمنی ادامه یافت، کادوسی‌ها از هیچ پادشاهی اطاعت نکردند، تا این‌که کوروش امپراتوری را از مادها به پارسیان منتقل کرد.

## فرضیه ها
ارنست هرتسفلد معتقد بود که نام پارسوندس از نظر ریشه‌شناسی با نام افراسیاب (اوستایی: Fraŋrasyan) یکسان است. به گفته فرانسوا لنورمان، پارسوندس یکی از نام‌های نینوس یا هرکول است که او را با خورشید یکی می‌داند.